# Nagyrákos
Nagyrákos là một thị trấn thuộc hạt Vas, Hungary. Thị trấn này có diện tích 16,11 km², dân số năm 2010 là 276 người, mật độ 17 người/km².